# Donji kvark
Donji kvark ili d kvark je jedan od elementarnih čestica od kojih se sastoji tvar. Prema masi je na drugom mjestu između 6 kvarkova. Zajedno s gornjim kvarkom tvori neutrone (1 gornji kvark i 2 donja kvarka) te protone (2 gornja kvarka i 1 donji kvark) koji su dio atomskih jezgri. Čini prvu porodicu čestica prema standardnom modelu. Ima naboj od -1/3 e i masu između 3.5-6.0 MeV/c2. Kao i svi kvarkovi spada u skupinu fermiona sa spinom od -1/2. Na njega djeluju sva 4 osnovna međudjelovanja: gravitacijsko, elektromagnetsko, slabo i jako. Antičestica donjem kvarku je donji antikvark. Postulirali su ga 1964. Murray Gell-Mann i George Zweig, a prvi put je primijećen u SLAC-u 1968.